# Tappahannock
Tappahannock – miasto w Stanach Zjednoczonych, w stanie Wirginia, siedziba administracyjna hrabstwa Essex.